# MC Ren
Lorenzo Jerald Patterson, művésznevén MC Ren (Compton, 1969. június 14. –) amerikai rapper, dalszerző és zenei producer Comptonból. A Villain Entertainment nevű lemezkiadó alapítója és tulajdonosa.
Karrierjét szóló előadóként kezdte 1987-ben, még gimnazistaként a Ruthless Records-hoz, Eazy-E lemezkiadójához szerződve, és még ugyanebben az évben közreműködött Eazy-E Eazy-Duz-It albumán mint a dalok csaknem felének szövegírója. Ezt követően csatlakozott az N.W.A formációhoz, amellyel világsikert ért el. A banda 1991-es feloszlását követően maradt a Ruthless Records előadója, és három szólóalbumot jelentetett meg (köztük a kisebb botrányt kavaró Shock of the Hour-t), mielőtt 1998-ben otthagyta a kiadót.
2016-ban beiktatták a Rock and Roll Hall of Fame-be, mint az N.W.A tagját.

## Diszkográfia

### Szóló stúdióalbumok
- Shock of the Hour (1993)
- The Villain in Black (1996)
- Ruthless for Life (1998)
- Renincarnated (2009)

### N.W.A
- N.W.A. and the Posse (1987)
- Straight Outta Compton (1988)
- Niggaz4Life (1991)

### EP-k
- Kizz My Black Azz (1992)
- Osiris (2022)